# Friedrich von Teuchert

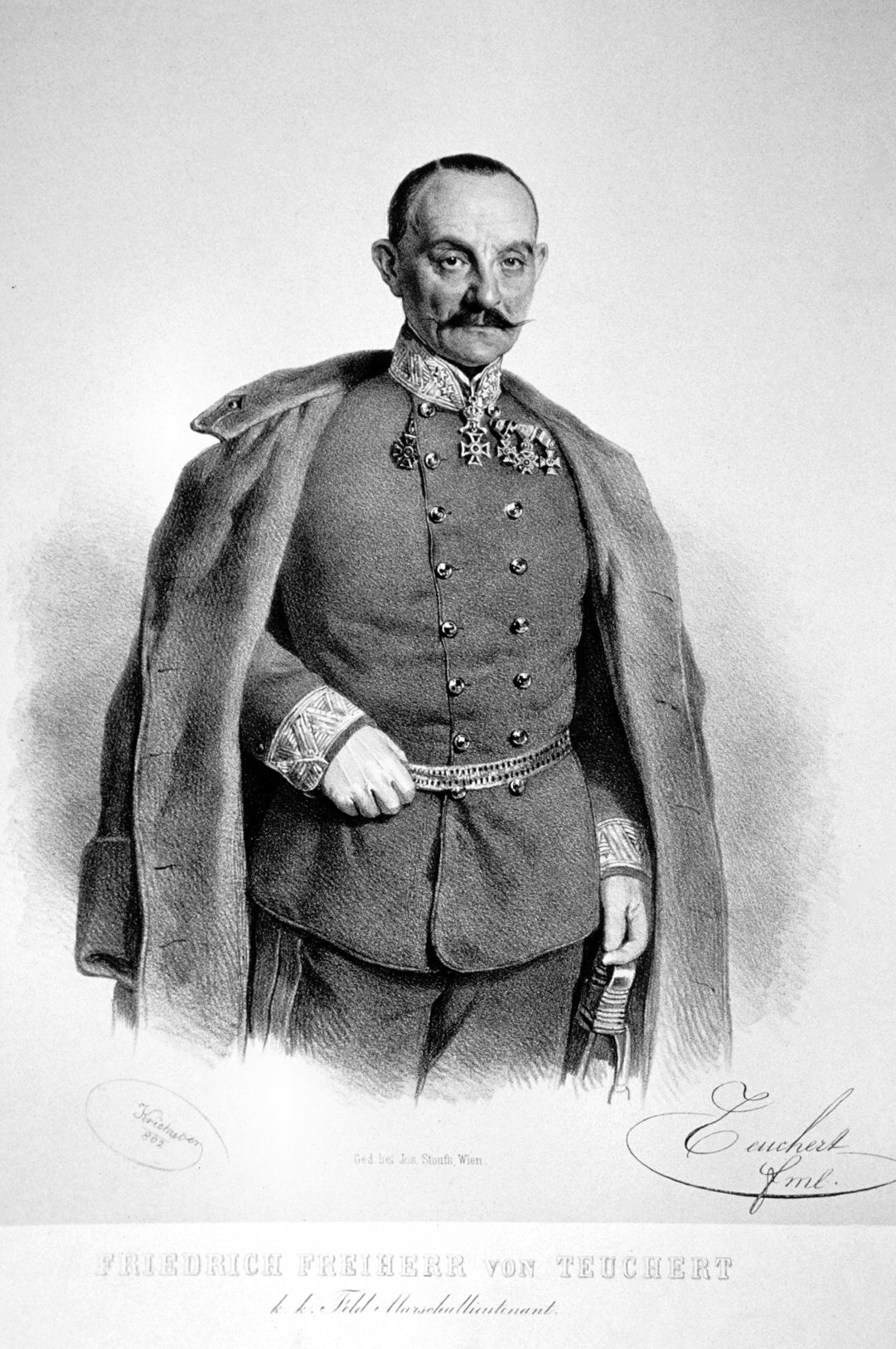
Friedrich Freiherr von Teuchert

Friedrich Freiherr von Teuchert (* 21. Mai 1797 in Ungarisch Hradisch; † 27. Juni 1872 in Bad Ischl) war ein österreichischer Wirklicher Geheimer Rat, Feldzeugmeister und zweiter Inhaber des k. k. Linien-Infanterie-Regiments Nr. 59.

## Biographie

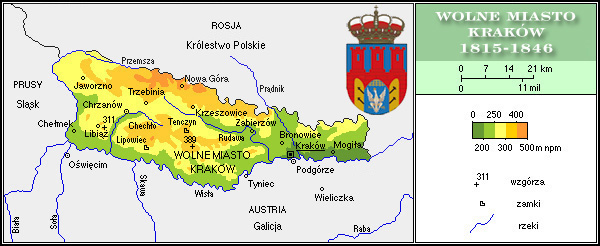
Karte des Freistaates Krakau

Teuchert trat im September 1807 in die Wiener-Neustädter Militärakademie ein, aus welcher er am 15. November 1815 als Fähnrich zum Infanterieregiment Wenzel Graf Colloredo Nr. 56 ausgemustert wurde. Im Regiment rückte er im gleichen Jahr zum Leutnant und 1831 zum Oberleutnant vor. In diesen Chargen bewährte er sich besonders als Leiter des Unterrichts in den Regimentsschulen und im Erziehungshaus, als Geometer bei der Katastralvermessung in der Bukowina und im Adjutantendienste.  Der Offizier zeichnete sich 1831 während des Novemberaufstandes beim Übertritt der polnischen Truppen auf österreichisches Gebiet aus, ganz besonders aber von 1836 bis 1838 bei der Besitzergreifung des damaligen Freistaates Krakau unter General von Kauffmann (siehe unten), wo er sich um die politische und administrative Neuorganisation kümmerte. Im August 1838 rückte er zum Hauptmann bei der Langenau-Infanterie Nr. 49 vor, blieb aber in seiner neuen Dienstleistung im Militärdepartement des Hofkriegsrates. Am 12. Februar 1841 wurde er, unter gleichzeitiger Ernennung zum Major beim Infanterieregiment Kaiser Nr. 1, Generalkommandoadjutant in Mähren und stieg in seiner Anstellung am 10. Februar 1845 zum Oberstleutnant auf. Umsicht zeigte er auch während der 1846 in Galizien ausgebrochenen Unruhen, wo er ein mobiles Korps in Mähren aufstellte. Am 14. Februar 1848 erfolgte seine Ernennung zum Oberst und Regimentskommandanten des Infanterieregiments Graf Mazzuchelli Nr. 10. In dieser Zeit wurde er mit dem königlich preußischen Roter Adlerorden (1847) 3. Kl., dem königlich-hannoverschen Guelphenorden 1. Klasse (1848) sowie dem kaiserlich-russischen Orden des Heiligen Wladimir 2. Klasse dekoriert.

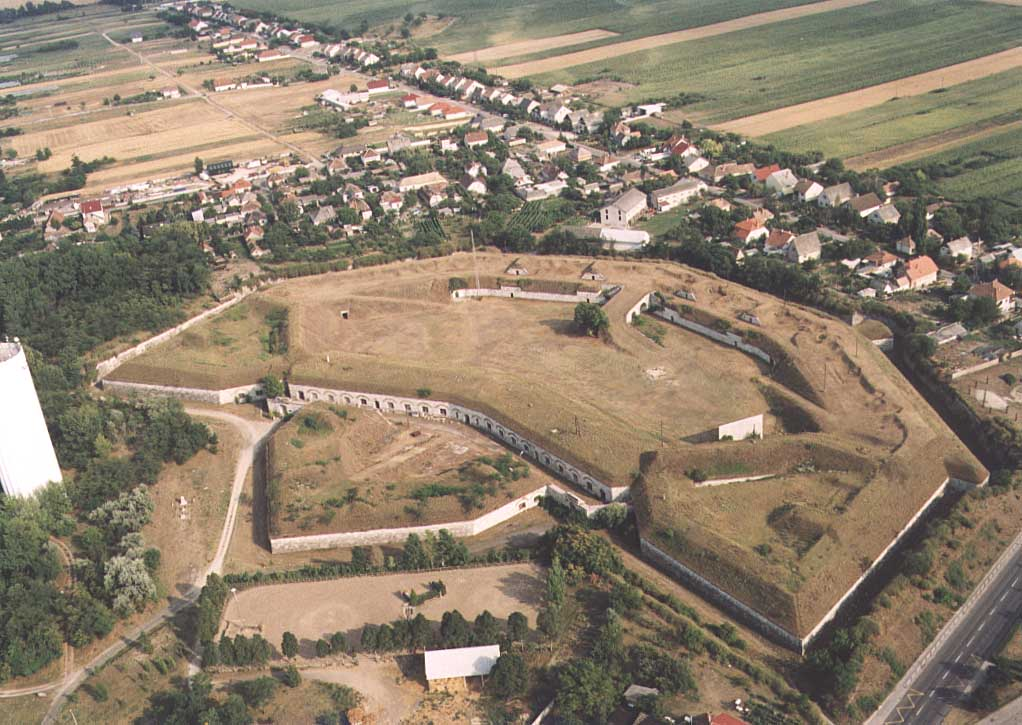
Das Fort Ingmánd von Komorn

Kurz darauf, im Jahr 1849, bewährte er sich während des Ungarnaufstand. So führte er zuerst eine aus vier Bataillonen, einer Kavalleriedivision und einer sechspfündigen Batterie bestehende Brigade zum Reservekorps des Feldmarschalleutnants Wohlgemuth. Er kämpfte sodann am 19. April bei Nagy-Sárlo und Tarnad, wo er durch ein geschicktes Rückzugsmanöver sein Regiment vor der Vernichtung bewahrte. sowie im Gefecht bei Ács am 26. April des Jahres. 
Nachdem der Oberst am 22. Juli 1849 zum Generalmajor befördert worden war, befehligte er am 3. August nahe Komorn beim Ausfall des ungarischen Generals Georg Klapka erfolgreich den linken Flügel der Aufstellung am rechten Donauufer. Bei der abermaligen Einschließung Komorns erhielt er das Kommando der Vorpostenbrigade Barko und nahm mit dieser die wichtige Stellung am rechten Ufer der Donau gegenüber dem Sandberg ein. Nach der Kapitulation der Stadt kam er als Adlatus zum 2. Korps- und Militärkommando in Mähren.
Nachdem der General am 17. Mai 1854 zum Feldmarschallleutnant und kurz danach, am 21. Juni, zum Chef des Generalkommandos der 4. Armee vorgerückt war, wurde er am 12. Juni 1855 Mitglied der Beratungskommission für die Zusammenstellung eines militärisch-administrativen Reglements, am 17. Februar 1857 Vorstand der ersten, schließlich am 27. November 1859 der vierten Generaldirektion des Armeeoberkommandos. Am 4. Dezember 1862 wurde der Offizier Stellvertreter des Kriegsministers in den ökonomisch-administrativen Geschäften. Für seine innerhalb von neun Jahren durchgeführten Reformen erhielt er das Komturkreuz des Österreichischen Leopold-Ordens (1859) und später auch den Orden der Eisernen Krone 1. Klasse (1864). 
Teuchert wurde am 20. März 1859 zweiter Inhaber des k. k. Linien-Infanterie-Regiments Erzherzog Rainer Nr. 59 und am 13. Oktober 1859 in den erbländisch-österreichischen Freiherrnstand erhoben und am 11. November des Jahres mit dem Titel eines Wirklichen Geheimen Rates geehrt.
Der Freiherr wurde am 2. Juli 1865 zum Feldzeugmeister ad honores ernannt und in den Ruhestand versetzt. Nach seinem Tod wegen einer Lungenlähmung in Bad Ischl wurde sein Leichnam  nach Wien überführt und auf dem Währinger Friedhof beigesetzt. An dem Begräbnis hatte auch Erzherzog Rainer von Österreich teilgenommen.

## Familie
Friedrich war der ältere Bruder des Feldmarschalleutnants (28. Juni 1859) Karl Teuchert (* 9. Juni 1800 in Ungarisch Hradisch; † 10. Februar 1873 in Wien) und seit dem 8. März 1841 mit Anna Rosalia d’Elvert-Bourscheid (* 4. September 1809), Witwe des bei Krakau gefallenen k. k. Generalmajors (Rang vom 3. April 1831) und Brigadiers Carl Kaufmann Edlen von Traunsteinburg (* 1777; † 23. Januar 1838) vermählt. Da Friedrich keine eigenen Kinder hatte, wurde laut Allerhöchsten Handschreibens Kaiser Franz Josephs I. vom 1. Oktober 1860 die Übertragung des Freiherrnstandes Teucherts auf dessen drei Stiefkinder gestattet. Diese Stiefkinder waren Friedrich Felix (* 17. Januar 1831; † 30. September 1913), k. u. k. Offizier (Feldzeugmeister am 21. Dezember 1888, sodann General der Infanterie am 15. November 1908), Maria Anna (* 30. März 1832) und Franz Xaver (* 26. Juli 1833), k. k. Oberst, verheiratet 1861 mit Hermine (* 31. Januar 1840), Tochter des Feldzeugmeisters Friedrich Freiherr Kellner von Köllenstein (1802–1881).

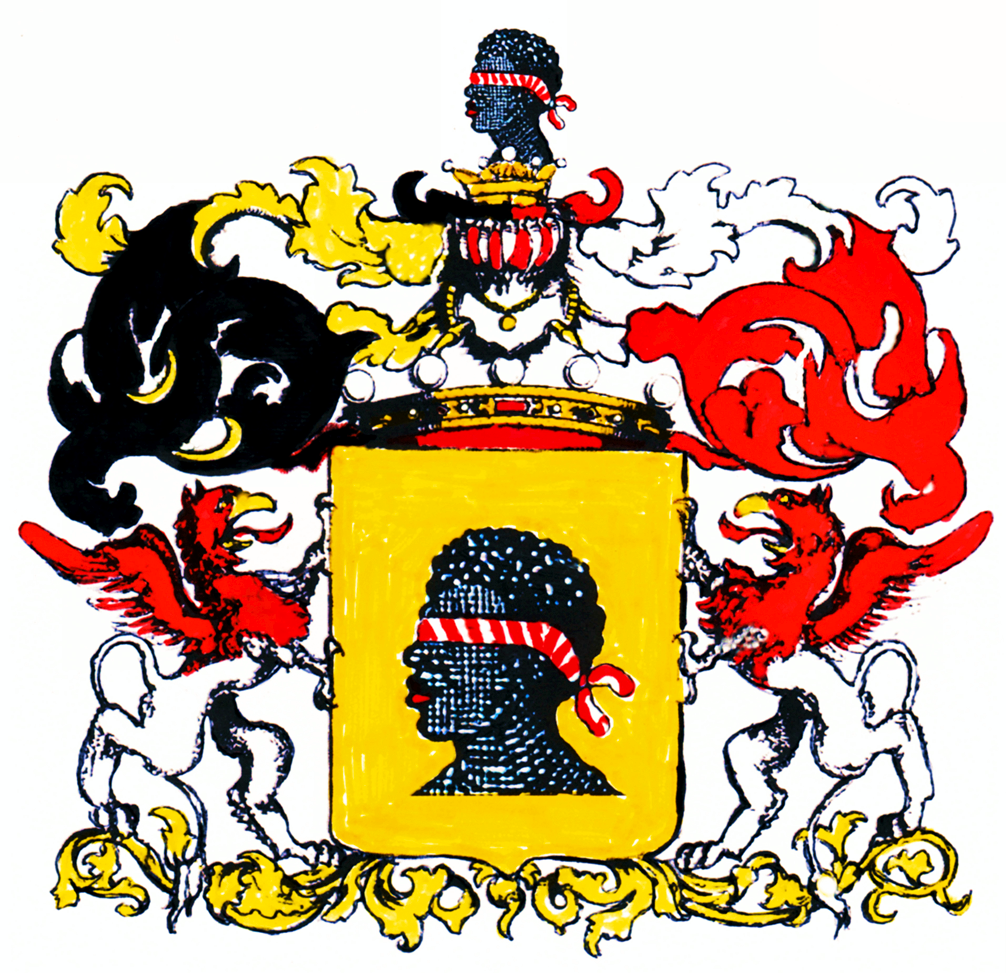
Wappen der Freiherrn von Teuchert 1859

Die Familie führte fortan den Namen Freiherrn von Teuchert-Kauffmann, Edle von Traunsteinburg.

## Wappen
1859: In Gold ein rechtsgewendetes, natürliches Mohrenhaupt, dessen Augen mit einer von Rot und Silber gestreiften, nach hinten abfliegenden Binde bedeckt sind. Auf dem Schild ruht die Freiherrnkrone, auf dieser ein Helm, dessen Krone das vorbeschriebene Mohrenhaupt trägt. Die Helmdecken sind rechts schwarz mit Gold, links rot mit Silber unterlegt. Die Schildhalter bilden zwei auf einer goldenen Arabeskenverzierung stehende silberne Greife, deren Köpfe, Hälse, Mähnen, Brüste und Flügel rot sind.